# Куркуреусу
Куркуреусу (каз. Құркүреусу) — станция в Жуалынском районе Жамбылской области Казахстана. Входит в состав Актюбинского сельского округа. Код КАТО — 314235400.

## География
Станция расположена на правом берегу реки  Терис (Терс).

## Население
В 1999 году население станции составляло 127 человек (63 мужчины и 64 женщины). По данным переписи 2009 года, в населённом пункте проживали 122 человека (58 мужчин и 64 женщины).